# Temperatura económica
La temperatura económica es un indicador que mide el nivel de la situación económica de un país en relación con un valor ideal preestablecido mediante grados de temperatura. Representa el promedio de las temperaturas financiera, productiva y laboral de un país. Este indicador tiene como objetivo representar la situación económica general de un país para facilitar comparaciones con otros países en el mismo período. Se toman como referencia los valores de la temperatura corporal humana. Así, si la temperatura económica de un país supera los 36.5 °C, se considera que su economía comienza a "enfermar", y al acercarse a la temperatura crítica de 42 °C, se dirige hacia una situación insostenible o una "fiebre" económica. Este dato también puede expresarse en grados Fahrenheit, permitiendo a los países que usan esta unidad para la temperatura corporal entender mejor si su economía está o no "febril". 
El cálculo se hace utilizado variables como: el PIB a precios constantes, las exportaciones, el sector más importante de cada país, el consumo de energía, el volumen de deuda pública y la propia deuda pública, los créditos concedidos a las empresas y a los hogares, el déficit fiscal, el IPC, la población ocupada, la tasa de paro y el número de funcionarios públicos. De igual forma, se han determinado valores óptimos de cada una de estas variables, por ejemplo, se considera un valor óptimo un déficit público inferior al 3%. Desde ese punto, se calcula la desviación de los valores del resto de variables con respecto a sus óptimos; el indicador refleja la condición económica de un país al concluir un trimestre. Así, representa un dato específico en el tiempo, aunque permite identificar tendencias basadas en los acontecimientos de múltiples trimestres mediante diversos modelos de cálculo.
Por ejemplo, la temperatura económica de Alemania comenzó a incrementarse moderadamente, superando los 38 °C en el año 2008, y alcanzó los 39 °C durante la segunda mitad de 2009. Para el tercer trimestre de 2010, la temperatura económica de Alemania se registró en 37.87 °C.